# 毎日書道会
毎日書道会（まいにちしょどうかい）は、創玄書道会、日本書道美術院、書道芸術院、独立書人団、奎星会、東京書道会など約100の書道団体が参加する日本最大規模の書道団体。賛助会員は現在約1万人超える。日本の書道界における最高の権威の一つである毎日書道展は、日本の書文化の普及、発展を目指して毎日新聞社と毎日書道会によって開催されている書道展である。毎日書道会自体は、毎日新聞社と国内書壇関係者が全面協力して1981年（昭和56年）に設立された。事務局は東京都千代田区一ツ橋。

## 活動
毎年7月に開催する公募展「毎日書道展」（国立新美術館など全国10都市開催）のほか、1月に代表的な作家の出品による「新春展」（東京・銀座）、また、2月には、世界の高校生たちが、若い力と情熱を注ぎ、腕と感性を競い合う「書の甲子園 - 国際高校生選抜書展」（大阪）を開催する。
海外でも活発に情報発信しており、2012年春からフランス国立ギメ東洋美術館の招請により、不定期ながら代表作家によるパリ展をスタート。また、中国、韓国、シンガポールなど約20カ国の代表的な書道団体と提携し、「国際書法交流大展」を隔年で開催している。